# رقائق الخميرة المغذية

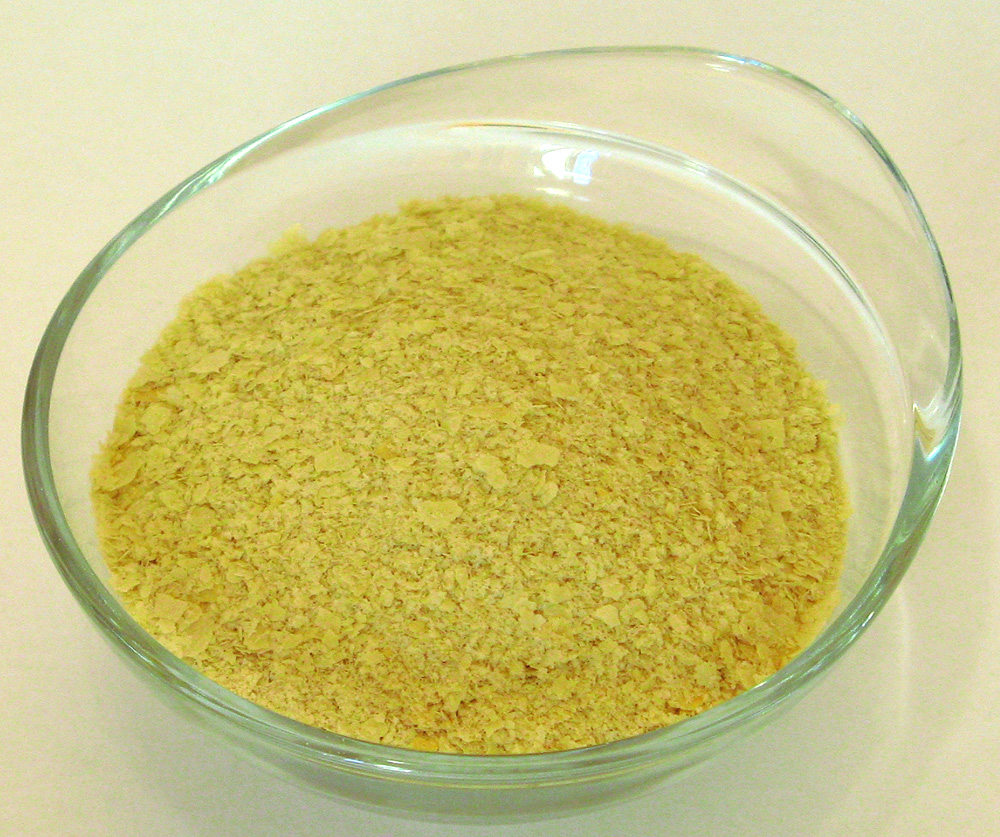
{رقائق الخميرة المغذية

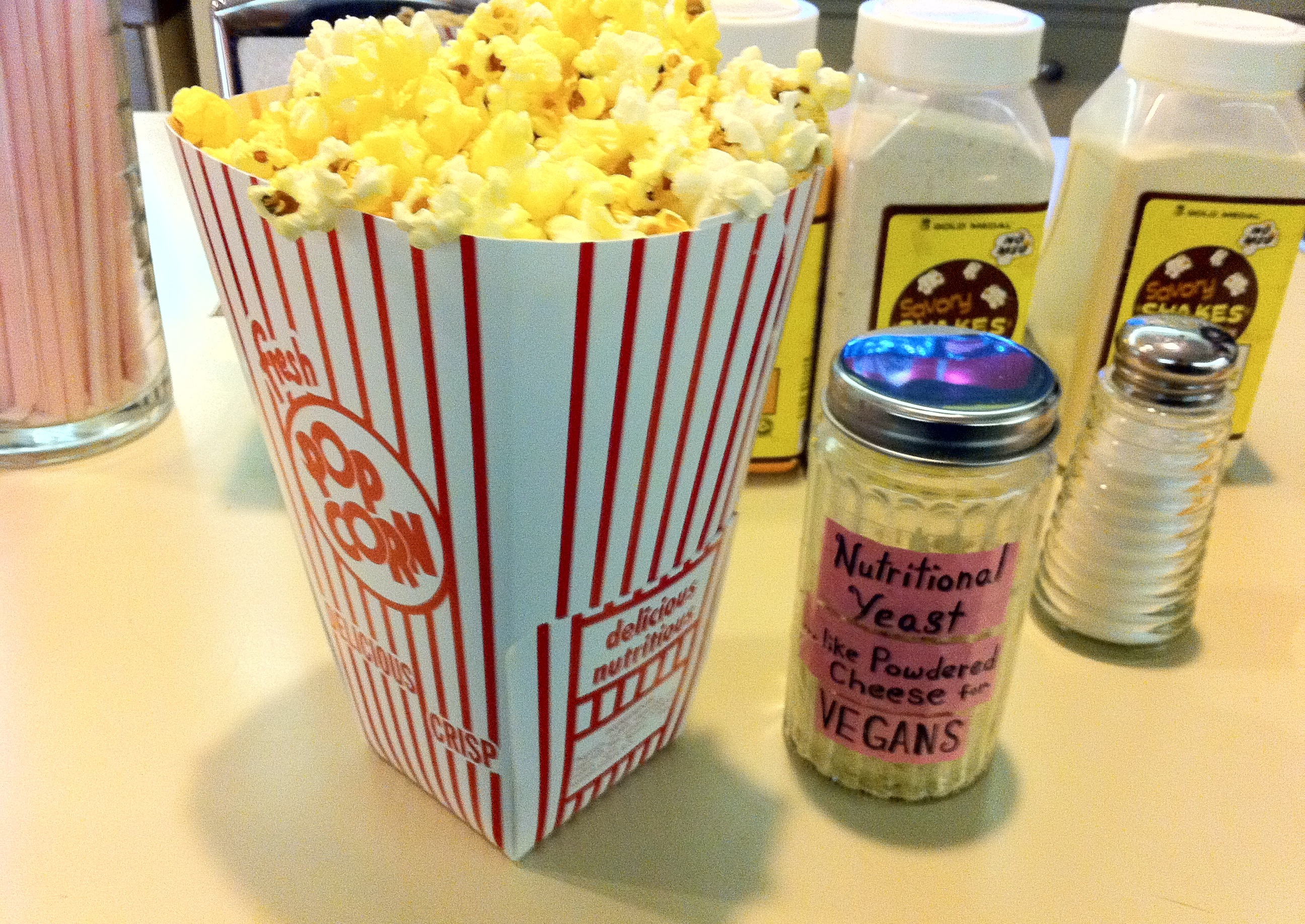
تُقدِم بعض السينمات للزائزين خيار الخميرة المُغذية كبهارات الفشار

الخميرة المُغذية هي خميرة غير نشطة وعادة ما تكون من سُلاسلة فطريات الخميرة التي تباع تجاريا كمنتج غذائي.
تباع في صورة رقائق أو بودرة صفراء ويمكن إيجادها في ممر البيع بالجملة في معظم محلات الأغذية الطبيعية. هي مشهورة بين النباتيين ويمكن استعمالها كتوابل في الوصفات.
تعد مصدرا مهما لبعض ڤيتامينات باء المركبة وتحتوي على كميات ضئيلة من ڤيتامينات أخرى ومعادن، وأحيانا تكون الخميرة المُغذية معززة بڤيتامين ب 1.
للخميرة المُغذية نكهة قوية ويوصف طعمها بأنه كريمي ولها طعم يشبه المكسرات والجبنة مما يجعلها بديلا شائعا للجبنة. عادة ما يستخدمها النباتيون بديلا للجبنة أو في البطاطس المهروسة أو التوفو المقلي (النسخة النباتية من طبق البيض المخفوق المقلي) أو يستعمل كبهارت للفشار.
تباع أحيانا في أستراليا على أنها رقائق الخميرة المالحة بينما في نيوزيليندا تعرف ببراكس. يشار إليها في الولايات المتحدة الأمريكية أحيانا بمسحوق الهيبيين أو نوش. على الرغم من أنّ الخميرة المُغذية تشير إلى المنتجات التجارية استخدم أسرى الحرب الذين لا يحصلون على غذاء كاف الخميرة المحضرة منزليا لتنجب نقص الڤيتامينات. تختلف الخميرة المُغذية عن مستخلص الخميرة الذي يحتوي على نكهة قوية جدا وتأتي في صورة معجون داكن اللون.

## الإنتاج التجاري
تنتج الخميرة المُغذية في مزرعة خميرة لها بيئة مُغذية لعدة أيام. المكون الرئيسي لبيئة النمو هو الجلوكوز وغالبا ما يكون من قصب السكر أو دبس الشمندر. عندما تجهز الخميرة يُبطَل مفعولها باستخدام الحرارة ثم تحصد وتغسل وتجفف وتعلب. أصناف الخميرة المستخدمة غالبا ما تكون من سُلالة فطريات الخميرة. تكون السُلالة في مزرعة وتختار وفقا لخصائص مرغوبة وغالبا ما تُظهر نوعا مختلفا من النمط الظاهري الموجود في سُلالة فطريات الخميرة المستخدمة في الخبز وتخمير العجة. الألدهيد (الإيثانول) هو ملوث هواء مضر ينبعث بكميات كبيرة من صُنع الخميرة المُغذية.

## التغذية
تختلف القيمة الغذائية للخميرة المُغذية من مُنتج لآخر.في المتوسط  تحتوي ملعقتان كبيرتان (حوالي 30 مل) على 60 سعرة حرارية (5 جرامات من الكاربوهيدرات و 4 جرامات من الألياف الغذائية). تحتوي أيضا الحصة من الطعام على 9 جرامات من البروتين وهو بروتين كامل (يحتوي على جميع الأحماض الأمينية التسعة التي لا يمكن لجسم الإنسان إنتاجها. تحتوي كلا من الخميرة المُغذية المعززة وغير المعززة على الحديد ولكن تحتوي الخميرة المعززة على 20% من القيمة الغذائية الموصى بها بينما الخميرة غير المعززة تحتوي على 5% فقط. تحتوي الخميرة غير المعززة على 35%- 100% من فيتامين ب 1 وب 2.
لأنَ الخميرة المُغذية غالبا ما يستخدما النباتييون الذين يحتاجون إلى استكمال نظامهم الغذائي بفيتامين ب 12 قد كان هناك لبس حول مصدر فيتامين ب12 في الخميرة المُغذية. لا يمكن للخميرة إنتاج فيتامين ب 12 التي يمكن أن تنتجها بعض البكتيريا طبيعيا. بعض شركات الخميرة المُغذية (ليس جميعهم) معززة بفيتامين ب 12. عندما تُعزز الخميرة بفيتامين ب 12(المعروف بسيانوكوبالامين) ينتج الفيتامين بشكل منفصل ثم يضاف إلى الخميرة.
بالرغم من انَ أصناف البكتيريا التي يمكن أن تنتج فيتامين ب 12 من المحتمل أن تنمو إلى جانب فطريات الخميرة طبيعيا  تنموالخميرة المُغذية المنتجة تجاريا في ظروف مُحكمة التي لا تسمح عادة لتلك البكتيريا بالنمو لذلك الخميرة المُغذية ليست مصدرا معتمدا لفيتامين ب12 إلا لو كانت معززة.

## حمض الجلوتاميك
جميع أنواع الخميرة غير النشطة تحتوي على كمية معينة من حمض الجلوتاميك لأنه عندما تموت خلايا الخميرة البروتينات التي تكون جدران الخلية تبدأ بالتفكك إلى أحماض أمينية التي كونت في الأساس البروتينات.  حمض الجلوتاميك هو حمض أميني يوجد طبيعيا في جميع خلايا الخميرة بالإضافة إلى الخضراوات والفطريات والحيوانات وعادة ما تستخدم كمعزز نكهة في الطبخ في صورة ملح الصوديوم (غلوتامات أحادي الصوديوم).

## أرى أيضا
فجيميت
مارمايت
جبنة نباتية